# George Eastman
George Eastman (Waterville, Nova Iorque, 12 de julho de 1854 – Rochester, Nova Iorque, 14 de março de 1932) foi um empresário estadunidense, fundador da Kodak e inventor do filme em rolo (filme fotográfico), ajudando a trazer a fotografia para o grande público.

## Início da carreira e criação do filme em rolo
Nascido em Waterville, mudou-se com a família para Rochester, em 1865. Dois anos mais tarde, após a morte de seu pai, Eastman saiu do colégio para ajudar a mãe, Mary, e as irmãs. Ele começou como office-boy para as companhias de seguros e estudou contabilidade em casa para se qualificar para um salário maior. Ele finalmente conseguiu um emprego como guarda-livros no Rochester Savings Bank.
Em 1874, Eastman ficou intrigado com o jeito usual de fotografar, considerou o processo complicado. Era necessário revestir uma placa de vidro com uma emulsão líquida, que tinha de ser utilizada rapidamente antes de secar. Após três anos de experimentação com emulsões de gelatina de brometo, desenvolveu uma chapa fotográfica seca e patenteou-a na Inglaterra e nos Estados Unidos. A invenção do filme em rolo para cinema acelerou grandemente o processo de gravação de imagens múltiplas. Ele procurou, em parceria com William Walker, fabricante de câmera, um método fácil e econômico de captura de imagens. Fundou a Eastman Dry Plate and Film Company em 1884, na cidade de Rochester.
| “ | Você pressiona o botão, nós fazemos o resto! | ” |

## Fundação da Kodak
Em 4 de setembro de 1888 ele registrou a marca Eastman Kodak. A letra "K" tinha sido uma das favoritas da Eastman, e junto de sua mãe, planejou o nome Kodak como um anagrama. Utilizou três conceitos básicos: o nome deve ser curto, não pode ter similar e não pode assemelhar-se ou ser associado a qualquer coisa. Gradualmente a Kodak foi adquirindo empresas rivais nos Estados Unidos, e entrou nos mercados europeus. Inventou a Kodak Brownie em 1900, em 1923 a câmera de filme de 16 mm chamada de Cine-Kodak e em 1932 a câmera de filme de 8 mm.

## Filantropia
Durante sua vida doou mais de 100 milhões de dólares a instituições de ensino e educação dos Estados Unidos, Inglaterra, França, Bélgica, Suécia e Itália. Grande parte de suas doações foram para o Massachusetts Institute of Technology e a criação da Eastman School of Music, em 1918; e a escola de medicina e odontologia na Universidade de Rochester, em 1921. Clínicas odontológicas tanto em Rochester e na Europa também foram um foco de sua preocupação. "É um fato médico", disse ele, "que as crianças possam ter uma chance melhor na vida com melhor aparência, melhor saúde e mais vigor nos dentes, nariz, boca e garganta, se são tomados cuidados adequados no momento crucial da infância".

## Anos finais e suicídio
Em seus últimos dois anos, Eastman portava uma dor intensa, causada por uma desordem degenerativa que afetava sua coluna vertebral, hoje diagnosticada como estenose espinhal, um estreitamento do canal raquidiano causado por calcificação nas vértebras. George Eastman cometeu suicídio com um tiro de arma de fogo no coração e deixou uma nota de suicídio, onde dizia somente: "Para os meus amigos. Meu trabalho está feito. Por que esperar?". Seu funeral deu-se na Igreja Episcopal St. Paul, em Rochester. George Eastman nunca se casou, e foi enterrado no jardim da companhia que fundou, a Kodak, em Rochester, estado de Nova Iorque.

## Patentes
- Patente E.U.A. 226 503 "Method and Apparatus for Coating Plates", depositada em setembro de 1879, emitida em abril de 1880.
- Patente E.U.A. 306 470 "Photographic Film", depositada em 10 de maio de 1884, emitida em 14 de outubro de 1884.
- Patente E.U.A. 306 594 "Photographic Film", depositada em 7 de março de 1884, emitida em 14 de outubro de 1884.
- Patente E.U.A. 317 049 com William H. Walker "Roll Holder for Photographic Films", depositada em agosto de 1884, emitida em maio de 1885.
- Patente E.U.A. 388 850 "Camera", depositada em março de 1888, emitida em setembro de 1888.
- Eastman licenciou e depois comprou a Patente E.U.A. 248 179 "Photographic Apparatus" (suporte de filme em rolo), depositada em 21 de junho de 1881, emitida em 11 de outubro de 1881 para David H. Houston.